# Höreda landskommun
Höreda landskommun var en tidigare kommun i Jönköpings län.

## Administrativ historik
När 1862 års kommunalförordningar trädde i kraft den 1 januari 1863 inrättades i Sverige cirka 2 400 landskommuner samt 89 städer och ett mindre antal köpingar.
Då inrättades i Höreda socken i Södra Vedbo härad i Småland denna kommun.
Vid kommunreformen 1952 bildade den storkommun genom sammanläggning med de tidigare kommunerna Edshult, Hult och Mellby.
1971 upplöstes den år 1952 bildade kommunen genom sammanläggning med nybildade Eksjö kommun.
Kommunkoden 1952–1970 var 0602.

### Kyrklig tillhörighet
I kyrkligt hänseende tillhörde kommunen Höreda församling. Den 1 januari 1952 tillkom församlingarna Edshult, Hult och Mellby.

## Geografi
Höreda landskommun omfattade den 1 januari 1952 en areal av 396,70 km², varav 341,79 km² land. Efter nymätningar och arealberäkningar färdiga den 1 januari 1957 omfattade landskommunen den 1 november 1960 en areal av 394,73 km², varav 342,07 km² land.

### Tätorter i kommunen 1960
I Höreda landskommun fanns tätorten Hult, som hade 265 invånare den 1 november 1960. Tätortsgraden i kommunen var då 8,8 procent.

## Politik

### Mandatfördelning i valen 1938–1966
| 4 | 1 | 8 | 3 | 4 |

| 19 |

| 3 | 2 | 9 | 2 | 4 |

| 19 |

| 3 | 10 | 4 | 3 |

| 20 |

| 7 | 16 | 9 | 3 |

| 34 |

| 7 | 16 | 8 | 4 |

| 35 |

| 6 | 16 | 7 | 6 |

| 33 |

| 8 | 15 | 7 | 5 |

| 33 |

| 7 | 15 | 7 |  | 5 |

| 31 |